# Manlec
A Manlec foi uma rede de lojas varejistas brasileira, fundada em março de 1953, em Porto Alegre, RS, por Atílio Manzoli e Felipe Lechtman. Inicialmente focada na fabricação de móveis, expandiu suas operações para o comércio varejista de móveis e, posteriormente, eletrodomésticos. Suas atividades foram encerradas em julho de 2017, com a decretação de sua falência.

## História
Fundada em março de 1953 como uma fábrica de móveis, a Manlec abriu sua primeira loja em 1967. Em 1977, a empresa expandiu suas vendas para incluir eletrodomésticos. Em agosto de 2014, a Manlec entrou em recuperação judicial com um passivo de 100 milhões de reais. A falência da empresa foi decretada pela Justiça em 21 de julho de 2017.